# Сафонов, Олег Петрович
Олег Петрович Сафонов (род. 26 мая 1969, Целиноград) — российский государственный деятель, руководитель Федерального агентства по туризму с 10 мая 2014 по 5 февраля 2019 года.

## Биография
В 1991 году Сафонов закончил Государственную финансовую академию по специальности «Финансы и кредит».
- Заместитель директора филиала УАКБ «УНИКОМБАНК».
- Начальник депозитария Восточно-европейского инвестиционного банка.
- Заместитель Председателя Правления Банка «Союзавиакосмос».
- Заместитель Председателя Правления АБ «ОРГРЭС-БАНК».
- С 2003 года — руководитель Финансового департамента НП «Фондовая биржа РТС».
- В сентябре 2004 года был избран Президентом РТС[2].
- Заместитель Генерального директора по экономике и финансам ОАО "НПК «Уралвагонзавод».
- Финансовый директор ОАО «Центр Наукоемких Технологий».

10 мая 2014 года распоряжением Правительства России № 784-р назначен временно исполняющим обязанности руководителя Федерального агентства по туризму. 15 января 2015 года утверждён в должности руководителя Ростуризма, 5 февраля 2019 года освобождён от занимаемой должности.

## Личная жизнь
Женат, имеет троих детей.

## Награды
- Благодарность Министра культуры Российской Федерации (2018, Министерство культуры Российской Федерации)[5]